# شول واتر (چرخ سمت ۱۸۵۲)
شول واتر (چرخ سمت ۱۸۵۲) (به انگلیسی: Shoalwater (sidewheeler 1852)) یک کشتی است که طول آن ۹۳ فوت (۲۸٫۳ متر) می‌باشد. این کشتی در سال ۱۸۵۲ ساخته شد.